# La Adrada
La Adrada – gmina w Hiszpanii, w prowincji Ávila, w Kastylii i León, o powierzchni 58,67 km². W 2011 roku gmina liczyła 2704 mieszkańców.